# Р
Das Er (Р und р) ist ein Buchstabe des kyrillischen Alphabets. Im russischen Alphabet steht er an der 18. Stelle. Der Buchstabe entwickelte sich aus dem griechischen Rho, dessen Aussehen er fast komplett übernommen hat. Er schreibt sich genauso wie das P des lateinischen Alphabets, entspricht aber dem lateinischen Buchstaben R.
In der russischen Sprache wird Р als stimmhafter alveolarer Vibrant ausgesprochen, ist also ein an der Zungenspitze gerollter Laut. Wenn der Buchstabe von einem palatalisierten Laut gefolgt wird, spricht man ihn als /rʲ/ aus.

## Zeichenkodierung
| Standard  | Standard    | Majuskel Р                 | Minuskel р               |
| --------- | ----------- | -------------------------- | ------------------------ |
| Unicode   | Codepoint   | U+0420                     | U+0440                   |
| Unicode   | Name        | CYRILLIC CAPITAL LETTER ER | CYRILLIC SMALL LETTER ER |
| UTF-8     | UTF-8       | D0 A0                      | D1 80                    |
| XML/XHTML | dezimal     | &#1056;                    | &#1088;                  |
| XML/XHTML | hexadezimal | &#x0420;                   | &#x0440;                 |